# Maison du Pot de Cuivre
La maison du Pot de Cuivre est un monument situé au Mont-Saint-Michel, en France.

## Localisation
La maison est située dans le département français de la Manche, sur la commune du Mont-Saint-Michel, dans la Grande Rue, au-dessus de l'église Saint-Pierre, entre la rue et les remparts.

## Architecture

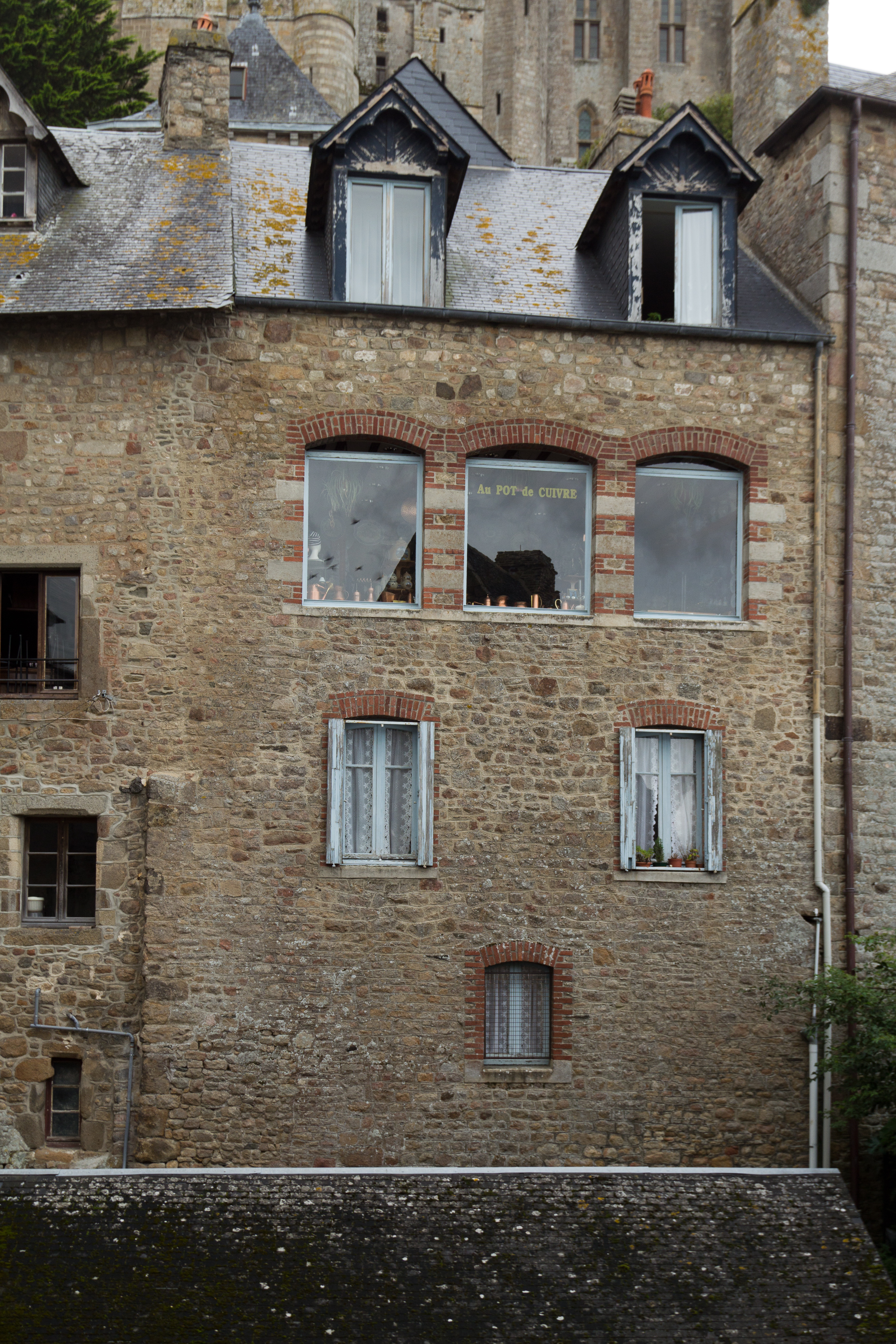
La façade côté remparts.

Les façades et les toitures sont classées depuis le 19 décembre 1928.